# 栗姓
栗姓為中文姓氏之一，未被收入《百家姓》。

## 起源
1. 传说中女娲封十三氏为诸侯，均为风姓。栗陆氏排第四。栗陆氏之后代有以栗为姓氏。
2. 商代有栗国，在今河南夏邑县城关镇，灭于周。栗国子孙以国名为氏，至今约有3100年。[1][2]

## 分布
栗姓人口共约30万，在全中国列第249位。约一半栗姓住在河南省，其次为河北、山西、安徽、陕西省。

## 延伸阅读
[在维基数据编辑]
 《欽定古今圖書集成·明倫彙編·氏族典·栗姓部》，出自陈梦雷《古今圖書集成》